# 국도 제20호선 (미국)
미국의 국도 20호선(US Route 20)은 미국의 오리건주 뉴포트에서 매사추세츠주 보스턴 사이를 연결하는 연장 3,365 마일 (5,415 km)의 국도이며, 미국의 전 국도 중 가장 길이가 길다. 단, 중간 지점이 옐로스톤 국립공원에 의해 끊어져 있기 때문에, 완전히 이어져 있는 도로로서는 미국 국도 6호선이 가장 길다. 대부분의 경로가 주간고속도로 제90호선 구간과 인접해 있다.
미국의 국도 시스템이 갖춰지기 이전에는 뉴잉글랜드 및 뉴욕주 구간은 뉴잉글랜드 주간도로 제5호선(New England Interstate Route 5, NE-5)에 속해 있었다.